# Jacques Godard
Pour les articles homonymes, voir Godard.
Jacques Godard (né à Semur-en-Auxois le 1er juillet 1762 - Paris le 4 novembre 1791) est un avocat et un député français à l'Assemblée législative. Il fut un des principaux militants pour que les Juifs de l'Est obtiennent la citoyenneté française.

## Biographie
Fils d'un maître des comptes de Dijon, il vient faire ses études de droit à Paris, et s'inscrit au barreau en 1783.

## L'avocat
En 1787, il est chargé en tant qu'avocat de distribuer à Claude Pujot, Antoine Loignon et Jean-Baptiste Gentil les indemnités versées par le roi à la suite de leur réhabilitation ou justification.
En 1788, il appuie un mémoire de Dupaty tendant à la justification de sept hommes condamnés par le Parlement de Metz sur la seule déposition de juifs plaignant. Il publie ensuite un mémoire pour La défense du nègre Juilien, injustement réclamé sur la terre française par des maîtres coutumiers de le tyranniser au-delà des mers. Il perdit cette cause devant la Grand-chambre, mais y gagna beaucoup de célébrité.

## Le révolutionnaire
Le 13 juillet 1789 il participe à l'agitation qui prépare la prise de la Bastille et l'assassinat de Flesselle, il est nommé un des représentants de la Commune de Paris dont il préside ensuite l'assemblée.
Il compose Pétition des Juifs à l'assemblée nationale, Décembre 1789, mémoire favorable aux juifs « allemands » qui fut débattu contre celui des « espagnols et portugais » à la séance du 28 janvier 1790.
Il présenta une députation des juifs allemands à l’assemblée de la Commune de Paris : il rappelait que de nombreux juifs s’étaient engagés dans la Garde nationale, signalait le patriotisme de Hourwitz, qui avait abandonné à la Nation le quart de son traitement, de Cerf Beer qui avait envoyé sa vaisselle d’argent à la Monnaie. Le lendemain, il fit voter par l’assemblée primaire du district des Carmélites, où résidaient la plupart des 500 Juifs de Paris, une pétition « pour que les juifs, dont le district atteste la bonne conduite et l’entier dévouement à la chose publique, jouissent désormais des droits de citoyen actif ». La pétition fut aussitôt présentée à la Commune. L'Abbé Mullot l’appuya de nouveau, soutenu par un autre « abbé patriote », Bertholio. L’assemblée de la Commune décida de soumettre la pétition à l’approbation de chaque district. Godard se mit aussitôt en route, toujours à la tête de la délégation de juifs parisiens. Il rendit visite aux soixante assemblées primaires et plaida devant chacune la cause des juifs. Cinquante-neuf assemblées furent favorables et signèrent la pétition. Le 24 février, il rédigea, avec Fauchet, Bertholio et de Bourges (un autre avocat), une adresse à l’Assemblée Nationale, qui fut adoptée à l’unanimité par le conseil de la Commune. Le lendemain, une députation se rendit à la barre de l’Assemblée pour la présenter, avec à sa tête l’Abbé Mulot : elle recueillit l’approbation du président Talleyrand, qui fit voter l’impression de l’adresse. En accord avec la Commune, les juifs de Lunéville et de Sarreguemines déposèrent aussitôt leur propre mémoire. Néanmoins la tentative échoua : quand Larochefoucault-Liancourt réclama que l’Assemblée fixe enfin une date pour le débat sur la citoyenneté des juifs de l’Est, Target, qui présidait, refusa catégoriquement.
En 1790, il est nommé commissaire pour mettre fin aux troubles en Périgord, puis est nommé accusateur public à Paris, puis député à l'Assemblée législative.
Il est mort à Paris d'une fièvre maligne.

## Action politique
Élu député de Paris le 20 septembre 1791.
Il créa une section des piques composé de Juifs.

## Publications
- Motion de M. Godard, l'un des représentants de la Commune : faite à l'assemblée générale de la Commune, le 15 décembre 1789 : sur l'étendue et l'organisation du département de Paris, [s.n.] (Paris). 1789. Paris, 16 p. in-8°. BNF
- Pétition des Juifs à l'assemblée nationale
- Lettre de M Godard, député à l'Assemblée nationale, à M sur la conduite du clergé dans l'Assemblée nationale, ou Histoire raisonnée des décrets de l'Assemblée relativement aux biens ecclésiastiques et à la religion,